# 趋化因子受体

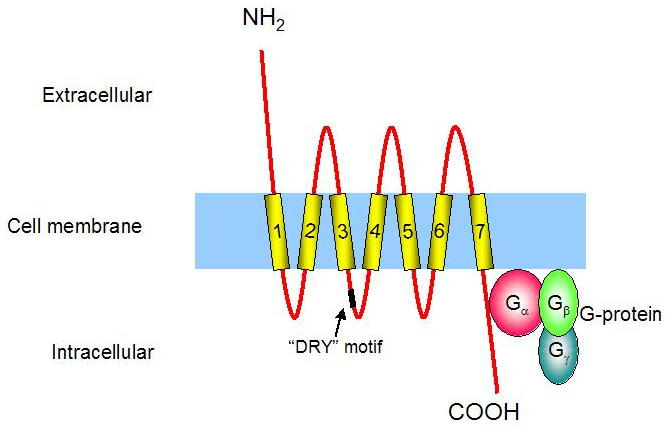
典型的趋化因子受体结构，有七个跨膜结构域和一个特别的 "DRY" 模体（位于第二个膜内结构域）。趋化因子受体通过与G蛋白偶联来传递信号。

趋化因子受体（英語：Chemokine receptor）是表达在一些特定的细胞表面的G蛋白偶连的七跨膜域受体。这些受体与细胞外的配体趋化因子结合。与特异的趋化因子结合后，趋化因子受体引发钙离子内流而产生细胞趋化反应，从而诱导细胞到生物体的特定部位。

## 分类
趋化因子受体因其配体的不同，可以分为一下四类：
CXC趋化因子受体
- CXCR1
- CXCR2
- CXCR3
- CXCR4
- CXCR5
- CXCR6
- CXCR7

CC趋化因子受体
- CCR1
- CCR2
- CCR3
- CCR4
- CCR5
- CCR6
- CCR7
- CCR8
- CCR9
- CCR10

XC趋化因子受体
- XCR1

CX3C趋化因子受体
- CX3CR1

## 参看
- 趋化因子